# Xamanismo coreano

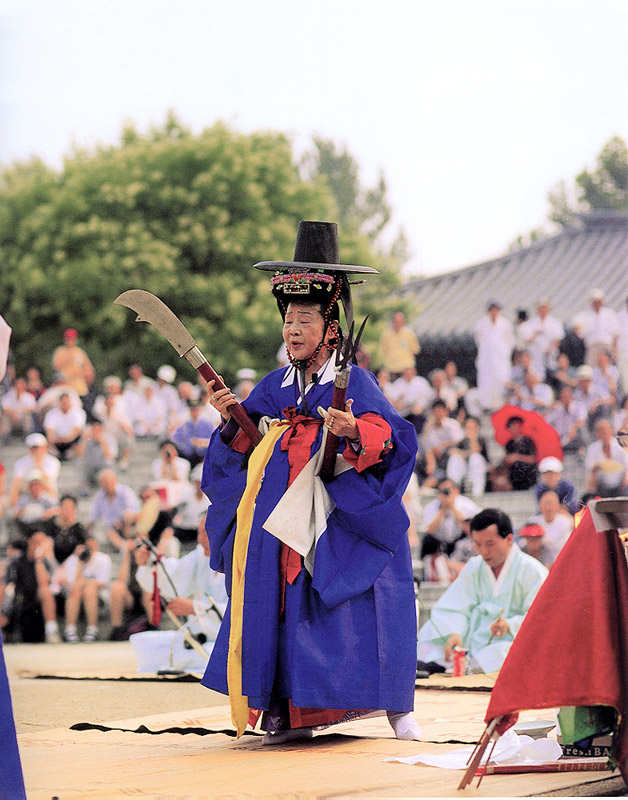
Um mudang realizando um gut em Seul, na Coreia do Sul

O xamanismo coreano ou religião popular coreana é uma religião étnica animista da Coreia que remonta à pré-história e consiste na adoração de deuses (em coreano: 신; romaniz.: "shin"; lit. deuses) e ancestrais (em coreano: 조상; romaniz.: "josang"), bem como espíritos da natureza.
A palavra geral para "xamã" em coreano é um "mu" (em coreano: 무 (hangul); 巫 (hanja); romaniz.: mu). Na terminologia contemporânea, eles são chamados de "mudang" (em coreano: 무당 (hangul); 巫堂 (hanja); romaniz.: mudang; lit. xamã (feminino)) ou "baksu" (em coreano: 박수; romaniz.: bagsu; lit. xamã (masculino)), embora outros termos sejam usados localmente. A palavra coreana "mu" (em coreano: 무 (hangul); 巫 (hanja); romaniz.: mu). é sinônimo da palavra chinesa "wu" (em chinês: 巫; romaniz.: wu; lit. xamã), que também designa xamãs. O papel do mudang é atuar como intermediário entre os espíritos ou deuses e a humanidade, a fim de resolver empecilhos no desenvolvimento da vida, por meio da prática de rituais "gut".
O ponto central do xamanismo coreano é a crença em muitos deuses diferentes, seres sobrenaturais e adoração aos ancestrais. Os mu são descritos como pessoas escolhidas. O xamanismo coreano influenciou algumas novas religiões coreanas, como o cheondoísmo e o jeungsanismo, e algumas igrejas cristãs na Coreia também fazem uso de práticas enraizadas no xamanismo.